# Kinderflamme
Die Kinderflamme ist ein Ausbildungsnachweis in Form eines Abzeichens für Mitglieder der Kinderfeuerwehr in Deutschland und ist in zwei, drei oder vier Stufen gegliedert. Die Rahmenbedingungen unterscheiden sich teilweise in den verschiedenen Bundesländern.

## Aussehen und Trageweise
Die Kinderflamme besteht aus drei (teilweise nur zwei) oder vier verschiedenen Abzeichen gleicher Form mit verschiedener Beschriftung und Gestaltung. Die Abzeichen haben abhängig vom Bundesland die Form von kleinen Flammen, runden oder eckigen Plaketten. In Sachsen-Anhalt ist das Abzeichen beispielsweise eine achteckige Plakette, auf der die Stufen durch die Anzahl „KüBolde“ (Akronym aus Kübelspritze und Kobold) unterschieden werden. Das Abzeichen kann mit dem Namen des Bundeslandes versehen werden. In Hessen wird die Auszeichnung „Tatze“ genannt.
Der Erwerb der einzelnen Stufen der Kinderflamme wird schriftlich bestätigt. Das Abzeichen wird auf der linken Brusttasche getragen.

## Anforderungen NRW, ST und MV

### Stufe I

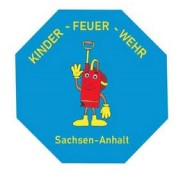
Kinderflamme Stufe I (Sachsen-Anhalt)

Abnahme durch einen Kinderfeuerwehr- oder Jugendfeuerwehrwart in der jeweiligen Ortsfeuerwehr.
Folgende Fertigkeiten sind nachzuweisen:
- Absetzen des Notrufes
- Nennen der Notrufnummer
- einen 5 m D-Schlauch aus- und einrollen
- Brandschutzerziehung (Anzünden einer Kerze mit dem Streichholz). Der richtige Umgang muss von dem Mitglied im Vorfeld erklärt werden.
  - Nur im Beisein von Erwachsenen
  - Kerze anzünden
  - Streichholz vom Körper weg anzünden
  - Kerze löschen

### Stufe II

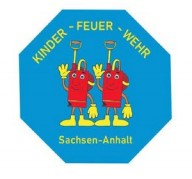
Kinderflamme Stufe II (Sachsen-Anhalt)

Abnahme durch einen Kinderfeuerwehr- oder Jugendfeuerwehrwart in der jeweiligen Gemeinde oder Stadtfeuerwehr.
Folgende Fertigkeiten sind nachzuweisen:
- Notruf absetzen
- stabile Seitenlage
- Gerätekunde, 3 Geräte müssen ausgewählt und kurz erklärt werden
- Brandschutzerziehung: gutes Feuer/böses Feuer
  - anhand von 5 Bildern muss die richtige Entscheidung getroffen werden

### Stufe III

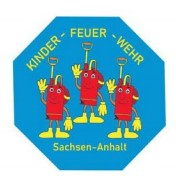
Kinderflamme Stufe III (Sachsen-Anhalt)

Abnahme durch einen Verbandsjugendfeuerwehrwart oder Kreisjugendfeuerwehrwart.
Folgende Fertigkeiten sind nachzuweisen:
- Erste Hilfe: Notfallsituation wird dargestellt (theoretisch) und es muss entsprechend gehandelt werden
  - Beispiel Fahrradunfall, verunfallte Person ansprechen, Erwachsene ansprechen
- Anlegen eines Verbandes bzw. eines Pflasters
- Anlegen von Feuerwehrknoten: freie Wahl und binden einer Schleife
- Brandschutzerziehung: Verhalten im Brandfall
- Themenarbeit (Einzel- oder Mannschaftsleistung)
- Vorführung einer kleinen Übung in der Gruppe (Kinderstafette, Löschangriff)
- Nennen der persönlichen Schutzausrüstung einer Einsatzkraft

## Anforderungen in Hessen
Die Stufen sind als Tatze ausgeführt, wobei Tatze Stufe 1 ab 6 Jahren, Tatze Stufe 2, ab 7 Jahren, Tatze Stufe 3 ab 8 Jahren und Tatze Stufe 4 mit 9 Jahren gemacht werden darf. Es ist keine Voraussetzung, dass eine Vorstufe gemacht werden muss. Stufe 1–3 kann örtlich erfolgen. Die Stufe 4 sollte überörtlich erfolgen. Dies kann zum Beispiel im Rahmen eines Kreiskinderfeuerwehrtages, oder einer speziell zur Abnahme des Kinderfeuerwehrabzeichens Stufe 4 angebotenen Veranstaltung erfolgen.
| Thema                                                   | Stufe I                                                                                               | Stufe II                                                                                         | Stufe III                                               | Stufe IV                                                                                |
| ------------------------------------------------------- | --- | ------------------------------------------------------------------------------------------------ | ------------------------------------------------------- | --------------------------------------------------------------------------------------- |
| A Feuerwehrspezifische Aufgaben                         | - 1 Knoten (kann auch der Schuhknoten sein) - Einfache Gegenstände erkennen (Schlauch, Strahlrohr, …) | - 1 Knoten1) - Die vier Aufgaben der Feuerwehr nennen können (Retten, Bergen, Löschen, Schützen) | - 1 Knoten1) - Wo bekommt die Feuerwehr das Wasser her? | - 1 Knoten1) - Persönliche Mindestschutzausrüstung eines Feuerwehrangehörigen aufzählen |
| B Verhalten im Notfall                                  | - Die eigene Adresse kennen                                                                           | - Notrufnummer kennen und wählen                                                                 | - Was gehört zu einem Notruf? 2)                        | - Richtiges Verhalten im Brandfall                                                      |
| C Richtiger Umgang mit Feuer                            | - Streichhölzer richtig benutzen                                                                      | - Eine Kerze anzünden                                                                            | - Was braucht ein Feuer zum Brennen? 3)                 | - Gegenstände zuordnen – was brennt, was brennt nicht?                                  |
| D Sport, Kultur, Musik, Kreativität, Soziales, Ökologie | Siehe unten:                                                                                          | Siehe unten:                                                                                     | Siehe unten:                                            | Siehe unten:                                                                            |

1) Knoten ab Stufe 2 ein Feuerwehrknoten. Empfohlen werden die Knoten aus dem Bundeswettbewerb der DJF.
2) Die W-Fragen: Wer bin ich? Wo bin ich? Was ist passiert? Warten?
3) Zum Beispiel am Feuerdreieck: Zündtemperatur, Richtiges Mengenverhältnis und Sauerstoff
Themenbereich D:
Im Folgenden sind für jeden Bereich Beispiele dargestellt. Es ist nur ein Nachweis aus einem der genannten Themen erforderlich. Bei der Aufgabenauswahl sollten Kenntnisse, Fähigkeiten und Interessen der Kinder berücksichtigt werden.
- Sport: Schwimmen, Mannschaftsspiele, Dosenwerfen, „Löschen“ mit einer Eimerkette, …
- Kultur: Museums-Rallye, Museumsbesuch, …
- Musik: Einen Tanz einstudieren, Ein Lied lernen, …
- Kreativität: Etwas Basteln, Malen, Handarbeiten, …
- Soziales: Plätzchen backen für andere; Veranstaltung der Feuerwehr unterstützen, …
- Ökologie: Nistkästen bauen, aufhängen; Waldprojekt, ….